# Regne de Pillalamarri
El regne de Pillalamarri fou creat per Kata II Senani Reddy a la segona meitat del segle xii (vers 1160).

## Història

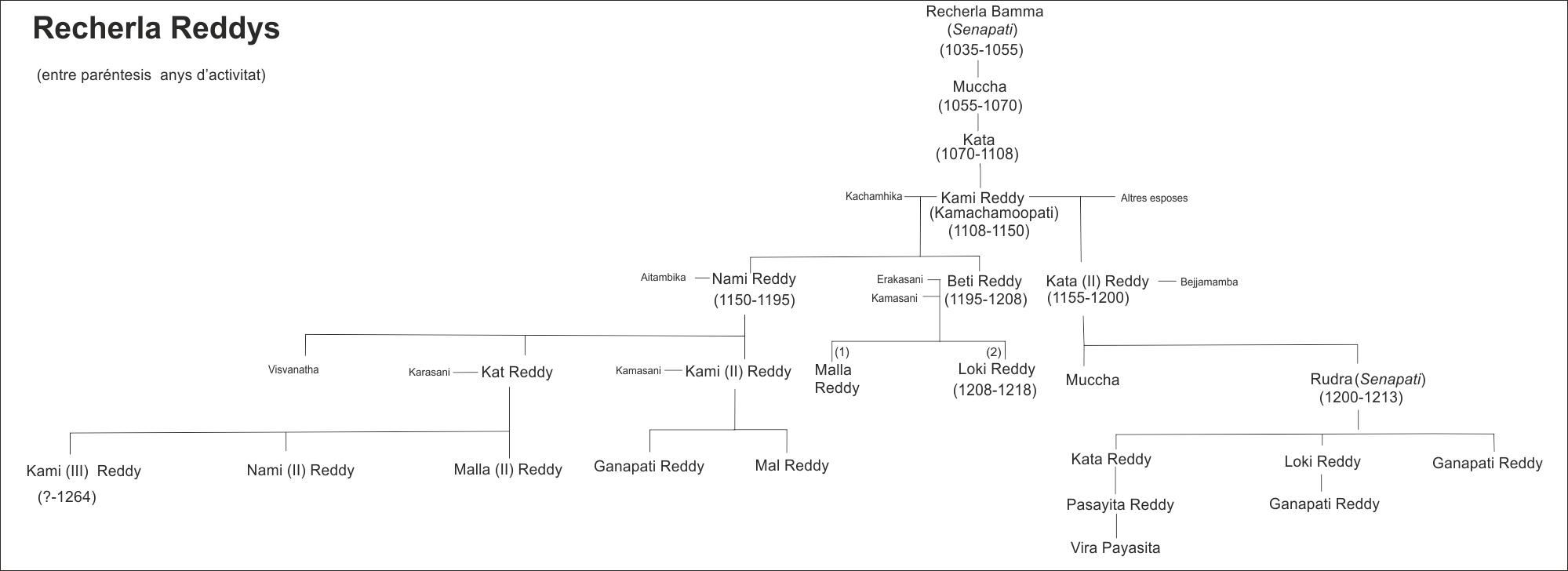
Recherla Reddy genealogy

Quan Rudra I va pujar al tron Kakatiya (a la mort de Prolaraja II) entre 1158 i 1163, aviat va atacar el regne de Kandur i el va ocupar. Kata Senani va participar en les operacions militars. Més tard Rudra I (també apareix com Rudradeva) va combatre contra el regne de Polavasa, el va derrotar igual que a l'exèrcit de Jagaddeva, fill de Medaraja, de la dinastia Venugontakula de Madhava, que acudia en ajut del rei de Polavasa. Més tard Rudra I va conquerir totes les terres dels Chalukya de Kalyani més amunt de Zaheerabad i les va annexionar al seu regne. Durant aquestes batalles Kata Senani va mostrar valentia i coratge, cosa que va complaure a Rudradeva, que li va cedir les regions de Elukurty, Machapur, Narsampet, Huzoorabad i Mulugu i va fer d'ell el seu més alt governant subordinat. Kata Senani va establir el regne subordinat de Recherla amb Elakurty com a capital. Aquesta regió s'estenia fins a Orugallu. També va posar als seus germans Beti Reddy i Nami Reddy al servei del kakatiya Rudradeva com a generals del seu exèrcit. Rudradeva els va cedir (junts) les regions d'Amanagallu, Pillalamarri, Nagulapadu i Miryalaguda. Kata Senani va fer diversos acords amb els seus germans pel govern d'aquests territoris de manera permanent i hereditària. Amb això la dinastia Recherla va passar a estar formada per dos regnes subordinats. Recherla Kata Senani II que va esdevenir rei a Elakurty fou famós com a primer rei del regne Recherla que va començar de manera efectiva en ell. El regne de Kata Senani els seus descendents fou conegut com a regne d'Elakurty i les regions dels seus germans Beti i Nami Reddy i els seus descendents foren el regne de Pillalamarri (ja que la capital fou Pillalamarri al districte de Nalgonda). Cinc generacions familiars van regir els regnes.
El primer rei fou Beti Reddy. Estava casat amb Erukasani que fou l'autora de la inscripció de Pillalamarri que va fer junt amb Beti Reddy, Nami Reddy i una persona anomenada Gochabolla Naidu; conjuntament donaven terres per un estany pel bikkamale Swayambhunatha (senyor) i van fer la inscripció de Somavaram. Betireddy va governar el regne de Pillalamarri amb Amanagallu com a capital, i al mateix temps el rei Kakatiya Rudradeva nomenada a Cheraku Bollaya Reddy com el seu alt governant subordinat a la regió de Jammulur. La inscripció de Maccha Reddy revela que Beti Reddy va construir el temple de Agastheswara a Wadapally. La seva esposa Erukasani va construir el temple d'Erukeswara (derivat del seu nom) i va fer una inscripció sobre ell i també va construir un tanc de reg anomenat Eruka Samudra. Beti Reddy va morir probablement poc després del 1195 en batalla contra el rei Iadava (Seuna) Jaitugi.
A la mort de Beti Reddy el va succeir el seu germa petit Nami Reddy (que estava casat amb Aitambika) del que hi ha tres inscripcions a Pillalamarri i un a Nagulapadu. Va construir el temple de Nameswara a Pillalamarri. Nami Reddy, junt amb el seu cosí, fill de Kama Chamupati i governant de Elakurty, Recherla Rudra Reddy i Cheraku Bollaya Reddy de Jammulur va participar en les batalles lliurades pel Kakatiya Rudradeva a la part costanera d'Andhra. Rudradeva va guanyar la guerra i va capturar les terres dels dos costats del riu Khrishna; després de la victòria, Gannala Devi, esposa del rei Rudradeva, va emetre la inscripció de Draksharamam. Nami Reddy va morir després del 1202.
El va succeir Malla Reddy, fill de Beti Reddy, descrit a la inscripció de Pillalamarri com un bon guerrer i lluitador que va combatre al costat del seu pare.
Loki Reddy, el seu germà (germanastre ja que era fill de Kamasani, la segona esposa de Beti Redy) el va succeir; va construir un estany que va anomenar Lokasamudra al poble de Utoor i va deixar una inscription. A la seva mort la successió va passar a la branca de Nami Reddy, representada pels dos fills d'aquest Kat Reddy i Kami (II) Reddy.
Kat Reddy, el gran, va pujar al tron. Va construir dos temples de Xiva (Nameswara i Aiteswara) que van portar noms dels seus parents de la taluka de Suryapet al Nagula Nadu. Kat Reddy estava casat amb Karasani i tenia tres fills: Namaya (Nami Reddy), Kamaya (Kami Reddy) i Mallaya (Malla Reddy). A Kat Reddy el va succeir el seu germà petit Kami Reddy. Va posar al ídol anomenat Kameswaradeva (pel seu propi nom) al poble d'Annavaram el 1258. Estava casat amb Kamasani i tenia dos fills - Ganapati Reddy i Mal Reddy.
Després de Kami Reddy, els seus dos fills i els fills del seu germà Kat Reddy (Kami, Nami i Malla) van compartir el regne. Van fer donacions en nom dels seus parents i van emetre inscripcions. El govern de la dinastia va acabar amb ells, ja que no eren guerrers com els seus antecessors. Van ser contemporanis de were contemporaries of Rudramadevi (1261/62-1290/95) i Pratapa Rudra II (1290/95-1323). A la mort de Pratapa Rudra II el regne de Pillalamarri fou ocupat pels musulmans 

## Reis
- Beti Reddy, vers 1200
- Nami Reddy, vers 1200
- Malla Reddy, vers 1225
- Loki Reddy, vers 1250
- Kat Reddy, vers 1275
- Kami Reddy, vers 1300
- Ganapati Reddy, Mal Reddy, Kami Reddy, Nami Reddy i Malla Reddy, vers 1300-1325